# Ballina (stacja kolejowa)
Ballina (ang: Ballina railway station) – stacja kolejowa w Ballina, w hrabstwie Mayo, w Irlandii. Jest to stacja z pojedynczym peronem.
Stacja została otwarta 19 maja 1873.